# Saint-Planchers

Saint-Planchers este o comună în departamentul Manche, Franța. În 1 ianuarie 2022 avea o populație de 1.451 de locuitori.